# Tigre Blanco (película de 2012)
Tigre Blanco (en ruso: Белый Тигр) es una película rusa que mezcla los géneros bélico y pulp fiction, realizada en el año 2012 y dirigida por Karén Shajnazárov. Está basada en la novela Tanquista, o «Tigre Blanco» (en ruso: Танкист, или «Белый тигр») lanzada el año 2008 por el escritor ruso Ilyá Boyashov.

## Argumento
Frente del Este, fines de la Segunda Guerra Mundial, las fuerzas soviéticas van expulsando al enemigo de la Madre Patria con un terrible coste en vidas y material. Un batallón de soldados soviéticos conducidos por el comandante Fedótov (Vitali Kíshchenko) encuentran en los rellanos de un bosque varios tanques T-34 destruidos recientemente. Cuando intentan despejar el camino remolcando uno de ellos, se dan cuenta de que algo al interior de este traba la maniobra, al abrir la escotilla del conductor se encuentran con un tanquista (Alekséi Vertkov), gravemente quemado, pero vivo. Lo llevan a un hospital donde se recupera milagrosamente de sus terribles quemaduras; pero su memoria no recuerda ni su nombre ni su origen, pero que en el transcurso ha adquirido, al recuperarse, especiales capacidades de percepción.
Al ser interrogado, el tanquista sin nombre recuerda la existencia de un tanque alemán pintado de camuflaje invernal al que llaman "Tigre blanco" y que ha destruido a toda su unidad.
Al tanquista, quien no recuerda su nombre, se le asigna un nombre provisorio: Iván Naydiónov (Iván el Rescatado). Fedótov al conversar con él le comunica que puede conversar con los tanques y que el Tigre Blanco está esperándolo en algún lugar del extenso bosque. Los oficiales soviéticos lo creen loco, no le dan crédito y sugieren mandarlo a un sanatorio mental, pero Fedótov intuye que lo que dice Naydiónov es totalmente cierto.
Fedótov informa a sus superiores del caso y se concluye que el tanque enemigo es real, y que se trataría de un tanque Panzer VI Tiger Ausf. B, no solo es superior en artillería y blindaje, sino que opera en solitario diezmando a las fuerzas a su paso y deciden preparar un tanque T-34 potenciándolo para que destruya al Tigre blanco. El T-34 potenciado incluye a Naydiónov como suboficial al mando, el mejor artillero disponible, Kryuk (Aleksandr Vájov) y a su mejor apuntador, Sharípov (Guerásim Arjípov).
Se prepara una emboscada en un lugar del bosque en el cual Naydiónov intuye que está escondido su enemigo ofreciendo un tanque T-34 como carnada mientras que el de Naydiónov es colocado en una fosa y camuflado. El final es desconcertante.
En la escena final, Hitler aparece sentado en una gran sala con una chimenea (el Infierno), hablando con un misterioso desconocido (la Encarnación de Diablo). En su monólogo, Hitler defiende sus decisiones de atacar a Rusia y desencadenar el Holocausto, para concluir que la guerra es la condición natural y normal de la humanidad.

## Reparto principal
- Alekséi Vertkov  como el tanquista  Naydiónov.
- Vitali Kíshchenko como el comandante  Fedótov.
- Valeri Grishkó   como el General  Zhúkov.
- 'Dmitri Bykovski-Romashov como el oficial Smirnov.
- 'Guerásim Arjípov como el artillero apuntador Sharípov.
- Aleksandr Vájov  como el artillero cargador Kryuk.

## Locaciones
El film se rodó en los estudios de Mosfilm en Moscú, así como las escenas interiores, las cuales fueron realizadas en edificios de la ciudad de Moscú.

## Recepción
El film Tigre Blanco alberga tomas fotográficas y actuaciones muy destacables, fue bien acogido por el público ruso y europeo, fue presentado como parte de las precandidaturas al Premio Oscar de 2012.